# Richard Sylbert
Richard Sylbert (* 16. April 1928 in Brooklyn, New York City; † 23. März 2002 in Woodland Hills, Los Angeles) war ein US-amerikanischer Szenenbildner.
Richard Sylbert studierte Kunst an der Temple University in Pennsylvania. Nach seiner Zeit als Soldat im Koreakrieg arbeitete er als freischaffender Künstler und Bühnenmaler in New York. Erste Arbeiten als Szenenbildner entstanden für Fernsehtheaterproduktionen wie Hamlet (1953) und Richard II. (1954). Seine erste Kinoarbeit war das Filmdrama Und morgen trifft es dich (Patterns) im Jahr 1956. Seinen Durchbruch erlebte er als Szenenbildner für Elia Kazan mit Filmen wie Baby Doll und Ein Gesicht in der Menge.
Richard Sylbert wurde sechsmal für einen Oscar in der Kategorie Bestes Szenenbild nominiert. Gleich bei seiner ersten Nominierung 1967 gewann er ihn für Wer hat Angst vor Virginia Woolf? von Mike Nichols. Einen zweiten Oscar erhielt er 1991 für Dick Tracy von Warren Beatty.
Von 1975 bis 1978 war Richard Sylbert Vize-Präsident der Paramount Studios. Er starb 2002 an Krebs. Richard Sylbert war der Zwillingsbruder von Paul Sylbert, der ebenfalls als Szenenbildner arbeitete. Paul Sylberts Ex-Ehefrau und Richard Sylberts Schwägerin Anthea Sylbert († 2024) war eine Kostümbildnerin.

## Filmografie (Auswahl)
- 1956: Und morgen trifft es dich (Patterns) – Regie: Fielder Cook
- 1956: Baby Doll – Regie: Elia Kazan
- 1957: Ein Mann besiegt die Angst (Edge of the City) – Regie: Martin Ritt
- 1957: Ein Gesicht in der Menge (A Face in the Crowd) – Regie: Elia Kazan
- 1959: Der Mann in der Schlangenhaut (The Fugitive Kind) – Regie: Sidney Lumet
- 1961: Fieber im Blut (Splendor in the Grass) – Regie: Elia Kazan
- 1962: Auf glühendem Pflaster (Walk on the Wild Side) – Regie: Edward Dmytryk
- 1962: Eines langen Tages Reise in die Nacht (Long Day’s Journey into Night) – Regie: Sidney Lumet
- 1962: Botschafter der Angst (The Manchurian Candidate) – Regie: John Frankenheimer
- 1964: Der Pfandleiher (The Pawnbroker) – Regie: Sidney Lumet
- 1964: Lilith – Regie: Robert Rossen
- 1966: Wer hat Angst vor Virginia Woolf? (Who’s Afraid of Virginia Woolf?) – Regie: Mike Nichols
- 1966: Grand Prix – Regie: John Frankenheimer
- 1967: Die Reifeprüfung (The Graduate) – Regie: Mike Nichols
- 1968: Rosemaries Baby – Regie: Roman Polański
- 1970: Catch-22 – Der böse Trick – Regie: Mike Nichols
- 1971: Die Kunst zu lieben (Carnal Knowledge) – Regie: Mike Nichols
- 1972: Fat City – Regie: John Huston
- 1974: Chinatown – Regie: Roman Polański
- 1975: Shampoo – Regie: Hal Ashby
- 1981: Reds – Regie: Warren Beatty
- 1982: Frances – Regie: Graeme Clifford
- 1983: Atemlos (Breathless) – Regie: Jim McBride
- 1984: Cotton Club – Regie: Francis Ford Coppola
- 1986: Under the Cherry Moon – Unter dem Kirschmond – Regie: Prince
- 1988: Tequila Sunrise – Regie: Robert Towne
- 1990: Dick Tracy – Regie: Warren Beatty
- 1990: Fegefeuer der Eitelkeiten (The Bonfire of the Vanities) – Regie: Brian De Palma
- 1993: Carlito’s Way – Regie: Brian De Palma
- 1996: Nach eigenen Regeln (Mulholland Falls) – Regie: Lee Tamahori
- 1996: Blood and Wine – Regie: Bob Rafelson
- 1997: Die Hochzeit meines besten Freundes (My Best Friend’s Wedding) – Regie: P. J. Hogan
- 1997: Red Corner – Labyrinth ohne Ausweg (Red Corner) – Regie: Jon Avnet
- 2002: 24 Stunden Angst (Trapped) – Regie: Luis Mandoki

## Auszeichnungen
- 1967: Oscar für Wer hat Angst vor Virginia Woolf?
- 1975: Oscarnominierung für Chinatown
- 1975: BAFTA-Nominierung für Chinatown
- 1976: Oscarnominierung für Shampoo
- 1982: Oscarnominierung für Reds
- 1985: Oscarnominierung für Cotton Club
- 1991: Oscar für Dick Tracy
- 1991: BAFTA Award für Dick Tracy
- 2000: ADG Lifetime Achievement Award für sein Lebenswerk von der amerikanischen Art Directors Guild